# Lossinia lissetskii
Lossinia lissetskii là một loài động vật biển sống vào thời kỳ Tiền Cambri tại vùng Biển Trắng, Nga. L. lissetskii là thành viên của một ngành tuyệt chủng Proarticulata. Hóa thạch của chúng dài từ 3.2 tới 8.4 millimet và rộng 1.8 tới 4.7 millimet.